# Maître de Bedford

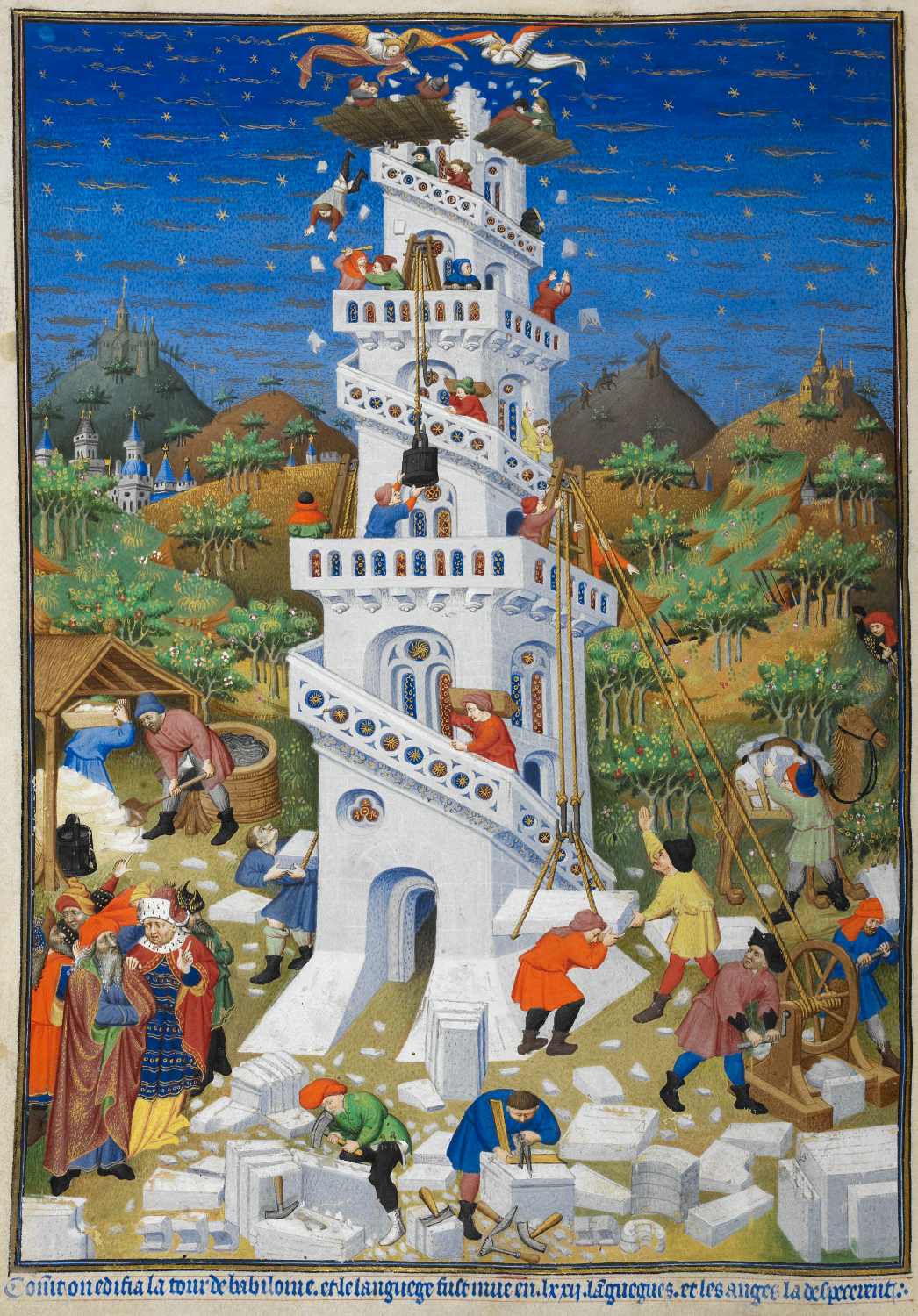
La tour de Babel, Heures du duc de Bedford

Le Maître de Bedford, ou Maître du duc de Bedford, est un maître anonyme enlumineur actif à Paris dans la première moitié du XVe siècle.

## Éléments biographiques
L'artiste anonyme français doit son nom au commanditaire de trois de ses manuscrits, le duc de Bedford Jean de Lancastre capitaine de Paris entre 1423 et 1430, pour qui il exécuta à l'apogée de sa carrière, un Bréviaire à l'usage de Salisbury (Bibliothèque nationale de France, Paris), et un benédictionnaire-missel aujourd'hui détruit à la suite de l'incendie de l'hôtel de ville de Paris et un livre d'heures, les Heures de Bedford (British Library, Londres, ms add. 18 850). Même s'il s'est avéré que ce dernier n'a peut-être été que simplement complété à l'époque de la domination anglaise.
Dans sa première phase d'activité, vers 1409-1415, il travaille pour plusieurs commanditaires prestigieux et en collaboration avec les plus grands enlumineurs de son temps, constituant une production que Millard Meiss a réuni sous le nom de Bedford trend. Tout d'abord, le premier commanditaire identifié est Jean de Berry pour qui il participe à la réalisation des Grandes Heures vers 1409 avec Jacquemart de Hesdin, ainsi que pour quelques décorations marginales dans Les Très Riches Heures du duc de Berry. Puis Jean sans Peur, le duc de Bourgogne, pour qui il illustre un manuscrit du Livre des Merveilles en collaboration avec le Maître de la Mazarine, le Maître de la Cité des dames et le Maître d'Egerton au sein de l'atelier du Maître de Boucicaut. 
Enfin, il travaille pour Louis de Guyenne dont il réalise le Bréviaire actuellement conservé à Châteauroux, en collaboration avec le Maître de Boucicaut, un manuscrit du Térence des Ducs, ainsi qu'une première version d'un livre d'heures devenues par la suite les Heures de Bedford. Il n'achève son travail pour le dauphin qu'avec la mort de celui, en 1415, laissant un missel inachevé,. 
L'occupation de la ville de Paris par les Anglais entre 1423 et 1429 marque l'apogée de son style, travaillant pour le chef anglais mais aussi d'autres commanditaires anonymes, laissant notamment un livre d'heures actuellement conservé à Vienne et un autre à Lisbonne.
Après le départ des Anglais, il reste à la tête d'un atelier florissant, qui joue un rôle décisif dans le second quart du XVe siècle dans la formation de plusieurs enlumineurs. Plusieurs maître anonyme s'inspirent directement de son style : le Maître de la Légende dorée de Munich, le Maître de Dunois, jusqu'au Maître de Jean Rolin après 1450.

## Inspiration
Le début de la carrière du Maître est directement inspiré du style du Maître de Boucicaut. Il bénéficie des apports de la première Renaissance italienne, notamment dans la représentation de l'architecture en projection, par l'intermédiaire d'un peintre anonyme formé dans l'atelier de Niccolò da Bologna, le Maître des Initiales de Bruxelles. À la fin de sa carrière, il connait les œuvres de l'Ars nova flamande dont il emprunte certains détails. Il emprunte ainsi de la Vierge à la fontaine de Jan van Eyck dans un livre d'heures conservé à Saint-Marin ou un élément du paysage de la Vierge du chancelier Rolin dans les Heures de Dunois. Mais son style reste encore très marqué par le Gothique international.

## Tentatives d'identification
Dès le début du XXe siècle, Paul Durrieu propose d'identifier le Maître à Haincelin de Haguenau, un peintre originaire de Flandres actif pour Philippe Ier de Bourgogne et Louis de Guyenne. Mais l'activité de celui-ci est trop peu connue pour attester cette identification. On a voulu y voir aussi l'enlumineur parisien Jean Haincelin, documenté de 1438 à 1449, mais là encore, sans grandes preuves.

## Manuscrits attribués
- Les Grandes Heures du duc de Berry, 1409, Bibliothèque nationale de France, Lat.919 : 1 miniature, f.96 ;
- Térence des ducs pour Louis de Guyenne, vers 1411, bibliothèque de l'Arsenal, ms.664 (réalisation du décor de marge de la miniature de frontispice)
- Missel de Saint-Magloire, 1412, bibliothèque de l'Arsenal, Ms.623
- Le Livre des merveilles et autres récits de voyages, vers 1410-1412, en collaboration avec le Maître de Boucicaut, le Maître de la Mazarine, le Maître d'Egerton et le Maître de la Cité des dames, BnF Fr.2810[5]
- Œuvres de Christine de Pisan, vers 1413, quatre miniatures dans un manuscrit en collaboration avec le Maître de la Cité des dames, British Library, Harley MS 4431
- Bréviaire de Louis de Guyenne, entre 1410 et 1413, en collaboration avec le Maître de Boucicaut, bibliothèque municipale de Châteauroux, ms.2
- Missel de Louis de Guyenne, vers 1415, inachevé avec sept miniatures découpées, bibliothèque Mazarine, Ms.406
- Heures du duc de Bedford, vers 1415 ou 1423, British Library, Londres, ms add. 18 850
- Livre d'heures, Vienne (Autriche), Bibliothèque nationale autrichienne, Cod.1855
- Heures de Jeanne de France dites Heures Lamoignon, vers 1420, musée Calouste-Gulbenkian, Lisbonne, Ms LA237[6]
- Heures Sobieski, vers 1420-1425, château de Windsor, Royal Library[7]
- Bréviaire du duc de Bedford, entre 1424 et 1435, BnF, Lat.17294